# Старое Мамангино
Старое Мамангино — село Ковылкинского района Республики Мордовия в составе Большеазясьского сельского поселения. 

## География
Находится на расстоянии примерно 22 километра по прямой на северо-запад от районного центра города Ковылкино.

## История
Упоминалось с 1652 года, когда в деревне Мамангино (Анимара) было отмечено 44 двора. В 1869 году учтено как казенная деревня Краснослободского уезда из 42 дворов.

## Население
Постоянное население составляло 20 человек (мордва-мокша 90%) в 2002 году, 2 в 2010 году .